# جيريمي هيلمر
جيريمي هيلمر (بالهولندية: Jeremy Helmer)‏ (20 يوليو 1997 بأمستلفين في هولندا - ) هو لاعب كرة قدم هولندي في مركز الوسط. لعب مع إي زد ألكمار.

## روابط خارجية
- جيريمي هيلمر على موقع إي إس بي إن إف سي (الإنجليزية)
- جيريمي هيلمر على موقع قاعدة بيانات كرة القدم.إي يو (الإنجليزية)
- جيريمي هيلمر على موقع Soccerway.com (الإنجليزية)
- جيريمي هيلمر على موقع عالم كرة القدم.نت (الإنجليزية)
- جيريمي هيلمر على موقع AS.com (الإسبانية)